# اود اوینگ
اود اوینگ (به آلمانی: Oed-Öhling) یک منطقهٔ مسکونی در اتریش است که در بخش امستیتن واقع شده‌است. اود اوینگ ۱٬۵۶۱ نفر جمعیت دارد.